# Lijst van onderscheidingen van het V SS Bergkorps
Dit is een lijst van onderscheidingen van het V SS Bergkorps.

## Drager van het Aanbevelingscertificaat van de Opperbevelhebber van het Duitse Leger voor het neerschieten van vliegtuigen
- Guido Pizzato, Legionär

## Dragers van het Duits Kruis

### In goud
- Artur Phleps, SS-Obergruppenführer en General der Waffen-SS[1][2]
- Friedrich Jeckeln, SS-Obergruppenführer en General der Waffen-SS[3][4]
- Herbert-Peter Vollmer, SS-Sturmbannführer[5]

## Drager van het Ridderkruis van het IJzeren Kruis
- Alfred Hille, Hauptmann der Reserve

### Drager van het Ridderkruis van het IJzeren Kruis met Eikenloof
- Friedrich Jeckeln, SS-Obergruppenführer en General der Waffen-SS[6][4]
- Artur Phleps, SS-Obergruppenführer en General der Waffen-SS[7][2]